# Victor Pînzaru
Victor Pînzaru (* 11. Februar 1992 in Drochia) ist ein ehemaliger moldauischer Biathlet und Skilangläufer.
Victor Pînzaru lebt in Chișinău und bestritt seinen ersten internationalen Wettkampf 2007 in Forni Avoltri im Rahmen des Junioren-Europacups. Von 2007 bis 2009 nahm er an drei Junioren-Weltmeisterschaften teil. 2007 erreichte der Moldauer in Martell mit Ergebnisse im 80er-Bereich ebenso wie 2008 in Ruhpolding im 90er-Bereich keinen nennenswerten Resultate. Erst 2009 in Canmore erreichte er mit Platz 38 im Einzel, 46 im Sprint und 36 in der Verfolgung bessere Ergebnisse.
Sein erstes Rennen im Herren-Bereich lief Pînzaru im Rahmen der Sommerbiathlon-Weltmeisterschaften 2009 in der Haute-Maurienne. Gemeinsam mit Natalia Levcencova, Alexandra Camenșcic und Sergiu Balan wurde er im Mixed-Staffelwettbewerb Sechster. In Obertilliach debütierte er zur Saison 2008/09 im IBU-Cup und wurde in seinem ersten Sprint 129. In der Folgezeit konnte er sich stetig verbessern und in Osrblie gewann Pînzaru als 40. seinen ersten IBU-Cup-Punkt. Höhepunkt der ersten Herren-Saison wurde die Teilnahme an den Biathlon-Weltmeisterschaften 2009 in Pyeongchang, wo er 101. im Sprint wurde und vor allem mit Rang 87 im Einzel ein vergleichsweise gutes Resultat erzielte. Zudem trat der Moldauer in Liberec bei den Nordischen Skiweltmeisterschaften 2009 im Sprint an und wurde dort 84. Victor Pînzaru nahm im Biathlon an den Olympischen Winterspielen 2010 teil. Sein bestes Resultat war der 70. Platz im Sprint. In der Saison 2010/11 kam er bei den Nordischen Skiweltmeisterschaften 2011 in Oslo auf den 88. Platz im Sprint und bei den Biathlon-Weltmeisterschaften 2011 in Chanty-Mansijsk auf den 113. Platz sowie auf den 112. Rang im Einzel. Zudem lief er bei den Biathlon-Europameisterschaften 2011 in Ridnaun auf den 53. Platz im Sprint und im folgenden Jahr bei den Biathlon-Weltmeisterschaften in Ruhpolding auf den 128. Platz im Einzel sowie auf den 112. Rang im Sprint. Nach Platz 56 im Sprint bei den Biathlon-Europameisterschaften 2013 in Bansko, belegte er bei den Nordischen Skiweltmeisterschaften 2013 im Val di Fiemme den 121. Platz über 15 km Freistil sowie den 101. Rang im Sprint und bei den Biathlon-Weltmeisterschaften 2013 in Nové Město den 117. Platz im Einzel sowie den 99. Rang im Sprint. In der Saison 2013/14 kam er bei den Biathlon-Europameisterschaften 2014 in Nové Město auf den 72. Platz im Sprint sowie auf den 64. Rang im Einzel und im Skilanglauf bei den Olympischen Winterspielen 2014 in Sotschi auf den 77. Platz im Sprint. In seiner letzten Saison als aktiver Sportler 2014/15 belegte er den Biathlon-Weltmeisterschaften 2015 in Kontiolahti den 121. Platz im Sprint und bei den Nordischen Skiweltmeisterschaften 2015 in Falun den 113. Rang im Sprint.

## Weltcupstatistik
Die Tabelle zeigt alle Platzierungen (je nach Austragungsjahr einschließlich Olympische Spiele und Weltmeisterschaften).
- 1.–3. Platz: Anzahl der Podiumsplatzierungen
- Top 10: Anzahl der Platzierungen unter den ersten zehn (einschließlich Podium)
- Punkteränge: Anzahl der Platzierungen innerhalb der Punkteränge (einschließlich Podium und Top 10)
- Starts: Anzahl gelaufener Rennen in der jeweiligen Disziplin
- Staffel: inklusive Mixed- und Single-Mixed-Staffeln

| Platzierung         | Einzel | Sprint | Verfolgung | Massenstart | Staffel | Gesamt |
| ------------------- | ------ | ------ | ---------- | ----------- | ------- | ------ |
| 1. Platz            |        |        |            |             |         |        |
| 2. Platz            |        |        |            |             |         |        |
| 3. Platz            |        |        |            |             |         |        |
| Top 10              |        |        |            |             |         |        |
| Punkteränge         |        |        |            |             |         |        |
| Starts              | 8      | 12     |            |             |         | 20     |
| Stand: Karriereende |        |        |            |             |         |        |